# Raymond Downey
Raymond „Ray“ Tyler Downey (* 23. September 1968 in Halifax, Nova Scotia) ist ein ehemaliger kanadischer Boxer. Er war Bronzemedaillengewinner der Olympischen Spiele 1988 in Seoul und auch Teilnehmer der Olympischen Spiele 1992 in Barcelona.

## Amateurkarriere
Der dreifache Kanadische Meister erreichte seinen größten Erfolg bereits bei den Olympischen Spielen 1988 in Seoul, als er sich gegen Jorge López aus Argentinien, Norbert Nieroba aus Deutschland, Abrar Hussain aus Pakistan und Martin Kitel aus Schweden in das Halbfinale vorgekämpft hatte und dort mit einer Bronzemedaille gegen den Südkoreaner Park Si-hun unterlegen war. Bei der Weltmeisterschaft 1989 in Moskau unterlag er im Viertelfinale gegen Israjel Hakobkochjan aus der Sowjetunion.
1990 gewann er nach einer Finalniederlage gegen den Engländer Richie Woodhall Silber bei den Commonwealth Games in Auckland und nach einer Finalniederlage gegen den Kubaner Juan Carlos Lemus ebenfalls Silber beim Weltcup in Mumbai. Bei den Goodwill Games 1990 in Seattle verlor er im Viertelfinale gegen den Russen Alexander Lebsjak.
Bei den Panamerikanischen Spielen 1991 in Havanna verlor er im Viertelfinale erneut gegen Juan Carlos Lemus und bei der Weltmeisterschaft 1991 in Sydney ebenfalls im Viertelfinale gegen den Norweger Ole Klemetsen.
Bei den Olympischen Spielen 1992 in Barcelona schied er in der Vorrunde gegen den Indonesier Hendrik Simangunsong aus.

## Profikarriere
Seine Profikarriere begann im Mai 1994; er bestritt 19 Kämpfe in den USA und gewann davon 16. Er kam zu keinem Titelkampf und beendete seine Karriere nach einer TKO-Niederlage gegen Victor Ramos am 29. Juli 2000. 

## Sonstiges
2015 fand er Aufnahme in die Nova Scotia Sport Hall of Fame.